# Юн Ёджон
Юн Ёджо́н (кор. 윤여정; род. 19 июня 1947) — южнокорейская актриса. Наиболее известна   своей ролью в фильме «Минари» (2020), за которую она получила премии «Оскар», «BAFTA» и награду Американской Гильдии киноактёров в категории «Лучшая актриса второго плана», а также была номинирована на премию Critics’ Choice Movie Awards. Первая южнокорейская актриса, удостоенная премии Американской киноакадемии. Также снималась в фильмах «Горничная» (2010; Азиатская кинопремия за лучшую женскую роль второго плана), «Вкус денег» (2012) и «Леди Вакх» (2016).

## Биография
Юн Ёджон родилась в Кэсоне, провинция Хванхэдо, и выросла в Сеуле. Она была первокурсницей в университете Ханьян по специальности «корейский язык и литература», когда прошла открытые прослушивания, проведённые TBC в 1966 году. Юн бросила колледж и дебютировала в качестве актрисы в телевизионной драме «Мистер Гонг» в 1967 году. В 1971 году Юн прославилась двумя незабываемыми образами роковых женщин. Фильм «Женщина огня» Ким Ки Ёна, стал коммерческим хитом и снискала успех у критиков, за что она получила премию за лучшую женскую роль на кинофестивале в Ситжесе. Затем последовала историческая драма MBC «Чан Хуэйбинь», в которой она сыграла печально известную королевскую наложницу. Ким считался первым в Корее ориентированным на стиль экспериментальным режиссёром, и Юн не упускала возможности играть рискованных, провокационных персонажей, исследующих гротеск женской психики в сотрудничестве с ним, таких как «Женщина-насекомое» (1972) и «Быть стервой» (1990). Также она часто играла роли в телесериалах, изображающих современную женщину нового поколения, особенно в «Мачехе» (1972) по сценарию Ким Су Хёна.
На пике своей популярности Юн покинула актёрскую профессию после того, как в 1975 году вышла замуж за певца Джо Ён Нама, а затем иммигрировала в Соединённые Штаты. В 1984 году она вернулась в Корею и возобновила карьеру. Она и Джо развелись в 1987 году.

## Избранная фильмография
| Год  |   | Русское название | Оригинальное название | Роль |
| ---- | - | ---------------- | --------------------- | ---- |
| 2025 | с | Грызня           | Beef                  | —    |